# Hartline (Washington)
Hartline je gradić u američkoj saveznoj državi Washington. Prema popisu stanovništva iz 2010. u njemu je živjelo 151 stanovnika.